# Lumec
 (juillet 2014).
Lumec est un fabricant canadien d'éclairage public. En 2007, cette société est rachetée par Philips.

## Historique
Fondée en 1972 par Réjean Vachon (président-fondateur) et trois autres hommes d'affaires, Lumec débute à ville Saint-Michel. Elle déménage en 1978 dans des locaux situés à Boisbriand. En 1982, les propriétaires vendent à Thomas Industries, un des six grands groupes américains de l'éclairage extérieur à l'époque.
L'entreprise est dirigée par Alain Poudrette à l'automne 1987. C'est à partir de 1988 que l'entreprise commence les projets d'éclairage extérieur public et privé aux États-Unis.
Parmi les contrats publics de l'entreprise, on retrouve notamment l'éclairage du site des Jeux olympiques d'hiver de 2010 et la livraison de 42 000 luminaires routiers au sodium à haute pression en 1993 pour Hydro-Québec. Ce dernier contrat a notamment permis à l'entreprise de déménager dans une seconde usine en 1993.

## Modèles
- Helios, présent au Canada et dans de nombreux pays anglo-saxons.